# Antemi de Tral·les
Antemi de Tral·les (en llatí Anthemius, en grec antic Ἀνθέμιος) (Tral·les, Lídia, Imperi Romà d'Orient, 474 - Constantinoble, id., 533) fou un notable arquitecte, matemàtic i professor.
El seu pare es deia Estefanos i era metge. Un dels seus germans era el famós metge Alexandre de Tral·les (Alexandrer Trallianus), i Agàties diu que els altres tres germans, Dioscoros, Metrodoros, i Olympios, també van ser eminències en les seves professions. Antemi va desenvolupar gran part de la seva vida professional com a professor de matemàtiques a Constantinoble.
Junt amb Isidor de Milet va ser un dels dos principals arquitectes encarregats per Justinià I de construir l'església de Santa Sofia de Constantinoble el 532, però va morir poc després de començar l'obra. En la construcció del temple van utilitzar totes les eines geomètriques que tenien al seu abast.
Se li atribueix també l’obra de reconstrucció de les defenses contra inundacions a Daras, i de manera no documentada la construcció de la primera basílica de Santa Sofia a Tessalònica, ensorrada per un terratrèmol vers el 620 dC.
Es conserva parcialment un escrit seu anomenat Περί παραδόξων μηχανημάτων («Sobre les paradoxes de la mecànica») sobre miralls parabòlics i ustoris. Coneixia la pólvora i va construir una màquina de vapor.